# Emilio Ferrari
Emilio Ferrari (Fossalta di Portogruaro, 25 febbraio 1919 – ...) è stato un calciatore italiano, di ruolo ala.

## Caratteristiche tecniche
Giocava come ala sinistra.

## Carriera
Giocò per tre stagioni consecutive in Serie A nella Triestina, segnando complessivamente 3 gol in 22 presenze in massima serie.

## Palmarès

### Club

#### Competizioni nazionali
- Serie C: 3

Prato: 1945-1946, 1948-1949
Stabia: 1950-1951